# Liste öffentlicher Kneipp-Anlagen im Main-Tauber-Kreis
In der Liste öffentlicher Kneipp-Anlagen im Main-Tauber-Kreis sind öffentliche Kneipp-Anlagen für Orte, die zum Main-Tauber-Kreis in Baden-Württemberg gehören, aufgeführt. Sie ist primär nach Orten sortiert, unabhängig davon, ob es sich um Ortsteile, Gemeinden oder Städte handelt. Kneipp-Anlagen können laut Kneipp-Bund in Form von Wassertretanlagen oder Armbecken vorliegen und unterliegen grundsätzlich nicht der Trinkwasserverordnung. Kneipp-Anlagen werden häufig künstlich angelegt. Daneben gibt es in den natürlichen Verlauf von Fließgewässern eingebettete Wassertretstellen. Kneippen ist eine Behandlungsmethode der Hydrotherapie, die auf der Grundlage von Sebastian Kneipp angewendet wird. Hierbei wird in kaltem Wasser auf der Stelle geschritten. In Armbecken werden die Arme bis zur Mitte der Oberarme ins kalte Wasser getaucht. Die Liste erhebt keinen Anspruch auf Vollständigkeit.

## Kneipp-Anlagen im Main-Tauber-Kreis
Derzeit sind im Main-Tauber-Kreis 20 öffentliche Kneipp-Anlagen erfasst (Stand: 28. Oktober 2024):
| Bild | Ort                   | Beschreibung | ↴ Zufluss / ↳ Abfluss              | Standort                           |
| --- | --------------------- | --- | ---------------------------------- | ---------------------------------- |
| Bild gesucht Die Wikipedia wünscht sich an dieser Stelle ein Bild vom Ort mit diesen Koordinaten 49.4265347 9.7017375 . Motiv: Kneipp-Anlage Assamstadt Falls du dabei helfen möchtest, erklärt die Anleitung , wie das geht. BW              | Assamstadt            | Kneipp-Anlage in Assamstadt |                                    | ⊙ Industriestraße                  |
| (weitere Bilder) | Bad Mergentheim       | Die Kneipp-Anlage befindet sich im Kurpark beim Haus des Kurgastes. |                                    | ⊙ Kurpark                          |
| (weitere Bilder) | Bad Mergentheim       | Die Kneipp-Anlage befindet sich beim Bade- und Wellnesspark Solymar. | ↴ Trinkwassernetz / ↳ Abwassernetz | ⊙ Erlenbachweg 3                   |
| Bild gesucht Die Wikipedia wünscht sich an dieser Stelle ein Bild vom hier behandelten Ort. Weitere Infos zum Motiv findest du vielleicht auf der Diskussionsseite . Falls du dabei helfen möchtest, erklärt die Anleitung , wie das geht. BW | Bestenheid/Grünenwört | Kneipp-Anlage im Wald zwischen Wertheim-Bestenheid und Wertheim-Grünenwört. In der Nähe einer Waldhütte. |                                    | ⊙                                  |
| (weitere Bilder) | Dienstadt             | Die Kneipp-Anlage Dienstadt befindet sich am sogenannten Wiesengrund im Rinderbachtal. Sie wird vom Rinderbach, einem linken Zufluss des Brehmbachs, mit Wasser gespeist. Das abfließende Wasser mündet in den Dienstadter See. Ein Beachvolleyballfeld befindet sich in unmittelbarer Nähe.                                 | ↴ Rinderbach / ↳ Dienstadter See   | ⊙ Wiesengrund im Rinderbachtal     |
| Bild gesucht Die Wikipedia wünscht sich an dieser Stelle ein Bild vom Ort mit diesen Koordinaten 49.471332 9.87371 . Motiv: Kneipp-Anlage Elpersheim Falls du dabei helfen möchtest, erklärt die Anleitung , wie das geht. BW                 | Elpersheim            | Die Kneipp-Anlage befindet sich seit 2018 am neuen Tauberstrand. |                                    | ⊙ Tauberstrand                     |
| (weitere Bilder) | Freudenberg           | Die Kneipp-Anlage befindet sich im Maingarten an der Freudenberger Main-Promenade. |                                    | ⊙ Main-Promenade                   |
| (weitere Bilder) | Gissigheim            | Die Gissigheimer Kneipp-Anlage liegt am rechten Rand des Brehmbachtals zwischen den Zuflüssen Birkenfelder Graben und Pülfringer Graben. Sie wurde im Jahre 2009 im Rahmen einer 72-Stunden-Aktion von 27 Jugendlichen des Dorfes am Rossbrunn (auch Roßbrunn), einem Platz inmitten von Wald und Wiesen gelegen, errichtet. | ↴ Rossbrunn / ↳ Brehmbach          | ⊙ Rossbrunn                        |
| (weitere Bilder) | Grünsfeld             | Die Kneipp-Anlage wurde 2016 am Grünsfelder Stadtbrunnen errichtet. | ↴↳ Grünbach                        | ⊙ Stadtbrunnen                     |
| (weitere Bilder) | Külsheim              | Die Külsheimer Kneipp-Anlage liegt etwa zwei Kilometer nordöstlich von Külsheim im Amorsbachtal zwischen den Zuflüssen Häckersgraben und Schlangengraben. In einer Mariengrotte entspringt eine Quelle, die das Becken der bereits im Jahre 1974 eingeweihten Kneipp-Anlage mit Wasser speist.                               | ↴ Quelle / ↳ Amorsbach             | ⊙ bei der Grotte                   |
| (weitere Bilder) | Münster               | Die Kneipp-Anlage im Creglinger Stadtteil Münster befindet sich neben einem Badesee und Barfußpfad, integriert in das Freizeit- und Erholungsgebiet Münsterseen. | ↴↳ Herrgottsbach                   | ⊙ Erholungsgebiet Münsterseen      |
| Bild gesucht Die Wikipedia wünscht sich an dieser Stelle ein Bild vom Ort mit diesen Koordinaten 49.464458 9.968265 . Motiv: Kneipp-Anlage Neubronn Falls du dabei helfen möchtest, erklärt die Anleitung , wie das geht. BW                  | Neubronn              | Die Kneipp-Anlage befindet sich beim Georgshof im Weikersheimer Ortsteil Neubronn. |                                    | ⊙ Georgshof                        |
| Bild gesucht Die Wikipedia wünscht sich an dieser Stelle ein Bild vom Ort mit diesen Koordinaten 49.39635 9.91715 . Motiv: Kneipp-Anlage Niederstetten Falls du dabei helfen möchtest, erklärt die Anleitung , wie das geht. BW               | Niederstetten         | Die Kneipp-Anlage in Niederstetten befindet sich im Stadt- und Sportpark Schlosswiesen. | ↴↳ Vorbach                         | ⊙ Schlosswiesen                    |
| (weitere Bilder) | Rauenberg             | Die Kneipp-Anlage im Freudenberger Stadtteil Rauenberg befindet sich am Friedhof. 2002 zum 25-jährigen Bestehen des Heimat- und Kulturvereins errichtet. | ↴ Brunnen                          | ⊙ Friedhof Rauenberg               |
| Bild gesucht Die Wikipedia wünscht sich an dieser Stelle ein Bild vom Ort mit diesen Koordinaten 49.680579629128 9.4726641190288 . Motiv: Kneipp-Anlage Steinbach Falls du dabei helfen möchtest, erklärt die Anleitung , wie das geht. BW    | Steinbach             | Kneipp-Anlage in Külsheim-Steinbach. Seit 2015 am Steinbacher Dorfplatz. | ↴↳ Schönertsbach                   | ⊙ Weiher                           |
| Bild gesucht Die Wikipedia wünscht sich an dieser Stelle ein Bild vom Ort mit diesen Koordinaten 49.444495 9.75087 . Motiv: Kneipp-Anlage Stuppach Falls du dabei helfen möchtest, erklärt die Anleitung , wie das geht. BW                   | Stuppach              | Die Kneipp-Anlage im Bad Mergentheimer Stadtteil Stuppach wurde im Jahre 2013 in einem alten Brunnen aus dem Jahre 1632 neben der B 19 eingerichtet. | ↴ Brunnen                          | ⊙ Bundesstraße 19                  |
| (weitere Bilder) | Tauberbischofsheim    | Die Tauberbischofsheimer Kneipp-Anlage befindet sich seit 2005 am Mühlkanal an der Königheimer Straße/Schneidemühle im Brehmbachtal. | ↴↳ Mühlkanal am Brehmbach          | ⊙ Königheimer Straße/Schneidemühle |
| (weitere Bilder) | Unterschüpf           | Die Unterschüpfer Kneipp-Anlage befindet sich seit 2015 am Ortsausgang in Richtung B 292 im Umpfertal. | ↴↳ Umpfer                          | ⊙ Unterschüpfer Straße             |
| (weitere Bilder) | Wenkheim              | Die Wenkheimer Kneipp-Anlage am Denkmalplatz wurde Ende Juni 2019 eingeweiht. | ↴↳ Welzbach                        | ⊙ Denkmalplatz                     |
| (weitere Bilder) | Werbach               | Die Werbacher Kneipp-Anlage befindet sich seit 2010 am Schleifgraben, dem mittleren Mündungsarm des Welzbachs in die Tauber. Der Welzbachtalradweg führt direkt an der Kneipp-Anlage vorbei und ein Beachvolleyballfeld befindet sich in unmittelbarer Nähe.                                                                 | ↴↳ Schleifgraben                   | ⊙ Hochhäuser Straße                |

## Ehemalige Kneipp-Anlagen
| Bild             | Ort                | Beschreibung                                             | ↴ Zufluss / ↳ Abfluss              | Standort           |
| ---------------- | ------------------ | -------------------------------------------------------- | ---------------------------------- | ------------------ |
| (weitere Bilder) | Tauberbischofsheim | Kneipp-Anlage im ehemaligen Hallenbad Tauberbischofsheim | ↴ Trinkwassernetz / ↳ Abwassernetz | ⊙ Am Heimbergsflur |

## Statistik
Bei 20 öffentlichen Kneipp-Anlagen im Main-Tauber-Kreis und einer Kreisbevölkerung von 133.169 Einwohnern entfallen gerundet etwa 7000 Einwohner auf eine öffentliche Kneipp-Anlage (Stand: 25. Juli 2020). Für einen Vergleich zum Landesdurchschnitt sowie zu den anderen Land- und Stadtkreisen Baden-Württembergs siehe die Statistik öffentlicher Kneipp-Anlagen in Baden-Württemberg.